# Julius Jüthner
Julius Jüthner (* 25. Juni 1866 in Prag; † 17. Dezember 1945 in Wien) war ein österreichischer klassischer Philologe und Archäologe, der als Professor an den Universitäten zu Freiburg im Üechtland (1898–1903), Czernowitz (1903–1912) und Innsbruck (1912–1936) wirkte.

## Leben
Julius Jüthner studierte seit 1884 an der Deutschen Universität in Prag die Fächer Klassische Philologie, Archäologie und Epigraphik (bei Otto Keller, Carl Holzinger und Alois Rzach). Nach der Lehramtsprüfung in den Fächern Latein und Griechisch (1890) wurde er 1891 sub auspiciis Imperatoris zum Dr. phil. promoviert. Anschließend arbeitete er als Stipendiat und Assistent am Archäologischen Lehrstuhl der Universität Wien, wo er bei dem Archäologen Otto Benndorf und dem Althistoriker Eugen Bormann seine Studien vertiefte. Von 1894 bis 1896 befand sich Jüthner auf Studienreisen durch Italien, Griechenland und Kleinasien, wo er Kontakt mit verschiedenen Forschern und mit dem Deutschen Archäologischen Institut knüpfte. Er beteiligte sich 1897 an der Grabungskampagne des Österreichischen Archäologischen Instituts in Ephesos und nahm an einer Forschungsexpedition in Pisidien teil.
Während seiner Wanderjahre wurde Jüthner 1897 an der Prager Universität für Klassische Philologie habilitiert. Schon 1898 wurde er ordentlicher Professor für Klassische Philologie an der Universität Freiburg (Schweiz). Nach einer Expedition nach Lykaonien, Isaurien, Pisidien und Ostpamphylien (1902) wechselte Jüthner 1903 an die Universität Czernowitz und 1912 an die Universität Innsbruck, wo er bis zu seiner Emeritierung (1936) in Lehre und Forschung aktiv war. 1937 siedelte er nach Wien über, wo er sich ganz seiner Forschungsarbeit widmete. Er starb am 17. Dezember 1945 im Alter von 79 Jahren.
Gemäß seiner Wissenschaftsauffassung vereinte Jüthner die Herangehensweisen verschiedener wissenschaftlicher Disziplinen zur Erschließung seiner Forschungsthemen. Besonders dem antiken Sport widmete er sich in Hinblick auf seine literarische und archäologische Überlieferung. Durch seine seriösen Arbeiten zur Sportgeschichte gilt er als eine der Ursachen, weshalb die deutschsprachige Sportgeschichte frühzeitig Weltgeltung erlangen konnte. Er verfasste fast 50 Artikel für Paulys Realencyclopädie der classischen Altertumswissenschaft, unter anderem den umfangreichen Überblicksartikel Gymnastik. Darüber hinaus veröffentlichte er zahlreiche Aufsätze und Monografien. Er war Mitglied der Wiener Akademie der Wissenschaften, des Deutschen und des Österreichischen Archäologischen Instituts sowie der Gesellschaft zur Förderung deutscher Wissenschaft, Kunst und Literatur in Böhmen.